# İbrahim Hilmi Senil
İbrahim Hilmi Senil (* 14. Juli 1903 in Iraklio; † 25. Februar 1981) war ein türkischer Jurist und von 1966 bis 1968 Präsident des türkischen Verfassungsgerichts.

## Laufbahn
Senil schloss 1930 sein Studium an der juristischen Fakultät der Darülfünun ab und wurde als beratender Anwalt am türkischen Wirtschaftsministerium tätig. 1947 wurde er Mitglied des Staatsrats und ein Jahr später kam die Mitgliedschaft am Kompetenzkonfliktgericht hinzu. Am 22. September 1959 wurde er zum Präsidenten des Staatsrats gewählt und nach dem Militärputsch von 1960 in diesem Amt bestätigt.
Am 27. Mai 1962 wurde er zum ordentlichen Mitglied des Verfassungsgerichts ernannt, wo er am 8. Juli 1966 zum Präsidenten gewählt wurde und das Amt bis zum 14. Juli 1968 innehatte.